# Jarosław Duda
Pour les articles homonymes, voir Duda.
Jarosław Duda-Latoszewski, né le 29 avril 1964 à Wrocław en Pologne, est un homme politique polonais, membre de la Plate-forme civique. Il est élu député européen en 2019.